# 1935 في بيرو
فيما يلي قوائم الأحداث التي وقعت خلال عام 1935 في بيرو.

## رياضة
- 1 يناير – الدوري البيروفي لكرة القدم 1935 الفائز سبورت بويز.
- 1 يناير – كأس أمريكا الجنوبية 1935 الفائز منتخب الأوروغواي لكرة القدم.

## مواليد

### فبراير
- 11 فبراير – خوليو سالازار عسكري بيروفي.

### أبريل
- 22 أبريل – لوتشو باريوس موسيقي بيروفي.

### مايو
- 23 مايو – جايمي رويز لاعب كرة قدم بيروفي.

### أكتوبر
- 30 أكتوبر – فيكتور بنيتيز لاعب كرة قدم بيروفي.

### نوفمبر
- 18 نوفمبر – مانويل ديلغادو باركر رائد أعمال بيروفي.

## وفيات

### أكتوبر
- 25 أكتوبر – أنجيلكا بالما (مواليد 1878)